# Джованні Сарторі
Джованні Сарторі (італ. Giovanni Sartori; 13 травня 1924, Флоренція — 4 квітня 2017, Рим) — американський філософ і соціолог італійського походження. Автор книжки «Переглядаючи теорію демократії» (1987). З 1976 жив у США.

## Біографія
Джованні Сарторі — один із лідерів «флорентійської школи» політичних досліджень. Автор багатьох наукових праць, низки порівняльних досліджень політичних систем Італії та інших країн. Праці Сарторі перекладено 30 іноземними мовами. Тривалий час працював у США, професор Колумбійського університету у Нью-Йорку, почесний доктор університетів Генуї, Джорджтауна, Гвадалахари, Буенос-Айреса, Бухареста.
Продовжуючи традиції Парето і Лассвела, розробляв концепцію «еліти» у демократичних країнах, яку розглядав одночасно як «контролюючу меншість» і «артефакт демократичних процедур». Демократію розглядав як «стратархію» — «конфігурацію влади без вершини» (нестрога піраміда). Оскільки сучасна концепція «демократії» далека від античного ідеалу «влади народу», то Сарторі воліє її іменувати «селективною поліархією», коли влада належить меншості, та на відміну від олігархії, влада не закрита від суспільства та допускає опозицію.
- 2005 — лауреат премії принца Астурійського у номінації «Громадські науки».

## Сарторі і критиказасобів масової інформації
Праця Сарторі Homo Videns: Televisione e Post-Pensiero (1997) є науково-популярним есе, в якому розглянуто одночасно і критику засобів масової інформації, і їх філософію. В основу есе Сарторі поклав працю неокантіанця Ернста Кассірера, де людину, за аналогією з терміном homo sapiens розглянуто як animal symbolicum.
Базуючись на цьому, Сарторі характеризує вплив ЗМІ як заміщення абстрактного, аналітичного, логічного, систематичного і, нарешті, реалістичного мислення на віртуальні зображення, які маніпулюють з візуальним сприйняттям. Посилаючись на світогляд Лейбніца та Віко, і, крім того, на кантівську різницю між mundus intelligibilis (світом ідей) та mundus sensibilis (світом чуттєвого сприйняття), яка описана в його «Критиці чистого розуму», Сарторі формулює головні тези, згідно з якими homo sapiens в результаті регресії перетворюється на homo videns.
Теорія Сарторі доповнює і розширює ідеї Аллана Блума, Юрґена Габермаса та Нейла Постмана (Neil Postman). Одночасно він розглядає себе як противагу «негропонтізму» Ніколаса Негропонте, який бачить ЗМІ виключно як інструменти демократичної цивілізації, яка розвивається. Крім того, Сарторі знаходиться в опозиції до всіх напрямків постмодернізму і деконструктивізму, які борються з раціональністю і ідентичністю, як ознаками насилля.
Основний аргумент Сарторі полягає в тому, що існує суттєва різниця між поняттями бачити і розуміти, розпізнати і збагнути і головне завдання полягає у визначенні цієї різниці. В той час, коли сенс нам пасивно передає візуальні ідеї, які не мають ні структури, ні змісту, наш розум будує кореляційні зв'язки через визначення. Крім того, наше мислення здатне відірвати нас від власного досвіду. Мова є засобом цього дискурсивного, аналітичного міркування, яке водночас є і відображенням. Реальність і власний досвід не будуються на сенсорних стимулах, а є результатом активної семантичної, логічної та систематичної організації змісту свідомості.
Homo videns навпаки втрачає контакт з реальністю і з самим собою в цифрових, віртуальних зображених світах. Блукання в циркулярах гіпертекстів та грайливе ковзання у віртуальному примарному світі призводить до втрати самоконтролю, хаотичної дезорієнтації, фрагментації невротичного-Я і поділу на множинні особистості.
Доповнюючи Лейбніца, який показав, що мислення та вільний вибір знаходяться в безпосередньому зв'язку, Сарторі прийшов до висновку, що сучасний Homo ludens також невільний, контролюється ззовні і є політично некомпетентним, що ставить під сумнів існування представницької демократії або руйнує її, замінюючи на медіакратію.

## Вибрані твори
- Democrazia e definizioni. Bologna: Il Mulino, 1957.
- Parties and Party Systems. Cambridge: Cambridge University Press, 1976. ISBN 0-521-29106-2.
- The Theory of Democracy Revisited. Chatham, N.J: Chatham House, 1987. ISBN 0-934540-49-7.
- Comparative Constitutional Engineering. Basingstoke: Macmillan, 1994. ISBN 0-333-62967-1.
- «Concept Misformation in Comparative Politics» The American Political Science Review: Vol. LXIV, no. 4
- Homo videns. La sociedad teledirigida [Архівовано 4 листопада 2008 у Wayback Machine.]